# Reloj bracket

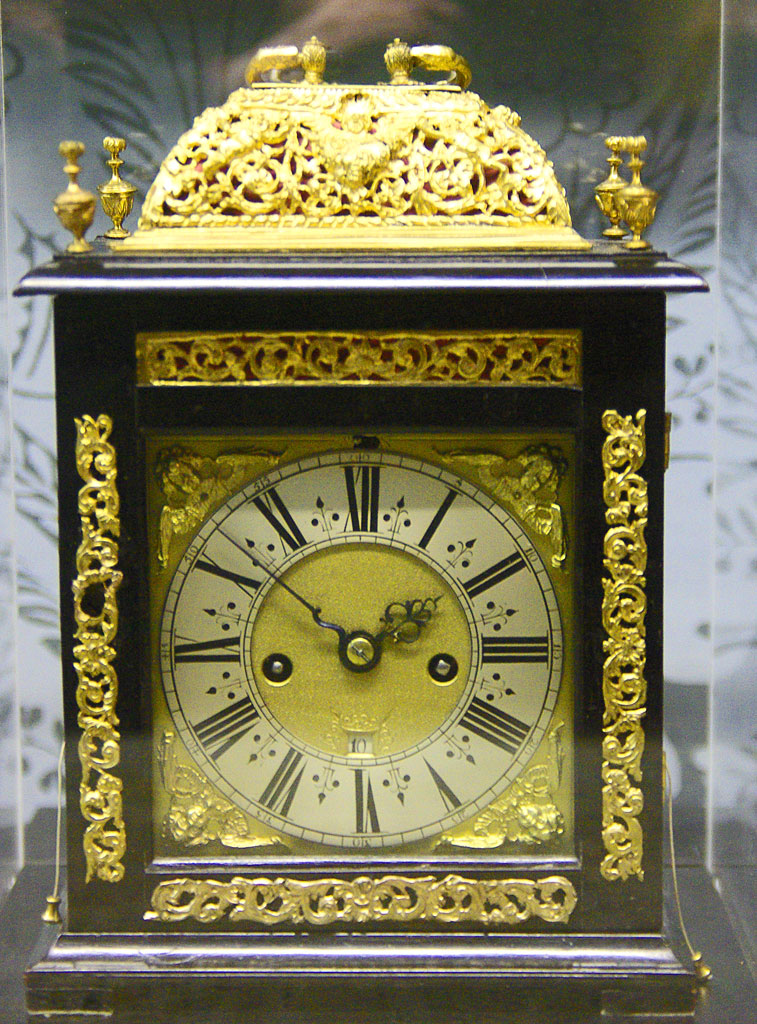
Reloj bracket circa 1700 por Daniel Quare en exhibición en la Galería de Arte Walker, Liverpool

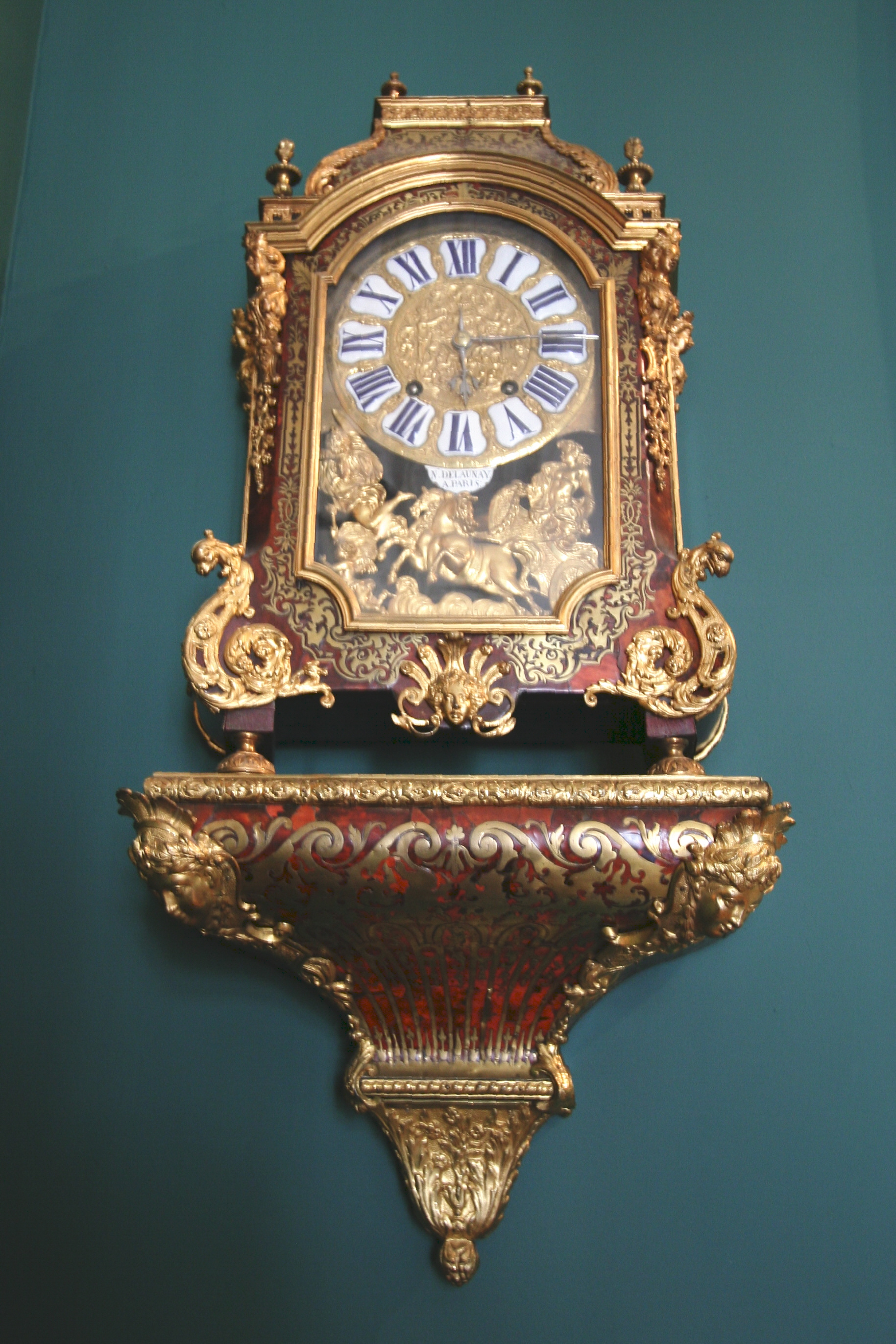
Un reloj bracket con un soporte de pared a juego, realizado alrededor de 1735 por Nicolas Delaunay, un relojero de París

Un reloj bracket (traducción literal del término inglés: reloj sobre un soporte) es un antiguo tipo de reloj de mesa portátil fabricado en los siglos XVII y XVIII. El término se originó con los pequeños relojes de péndulo accionados por un peso (a veces llamados "relojes de soporte verdaderos") que tenían que montarse en un soporte en la pared para dejar espacio suficiente para sus pesas colgantes.
Cuando se desarrollaron los relojes accionados por resorte, que no requerían pesos colgantes para accionarlos, continuaron fabricándose con el estilo de soporte. A menudo se componen de dos piezas a juego creadas como un conjunto: el reloj y su pequeño estante decorativo. Casi siempre están hechos de madera, a menudo de ébano, y casi siempre adornados con monturas de bronce dorado, incrustaciones de latón, chapa de madera o de carey, o barniz decorativo. Dado que en su día los relojes eran caros y las viviendas no disponían de uno en cada habitación, generalmente tenían unas asas para llevarlos de una habitación a otra.
Estos relojes eran casi siempre repetidores, es decir, relojes con un mecanismo sonoro que marcaba las horas, al que se le daba cuerda girando una llave o tirando de una palanca. Esta característica se usaba antes de que se introdujese masivamente la iluminación artificial para saber qué hora era en la noche. Sin embargo, debido a que a menudo se usaban en dormitorios donde el toque de la campana cada hora podía molestar a los durmientes, tenían una perilla para silenciar el toque de la hora o no daban la hora en absoluto sino solo al tirar del cable. Estos fueron llamados 'repetidores de extracción silenciosos'.